# NGC 1590
NGC 1590 (другие обозначения — UGC 3071, IRAS04284+0731, MCG 1-12-8, 2ZW 13, ZWG 419.14, KUG 0428+075, PGC 15368) — галактика в созвездии Телец.
Этот объект входит в число перечисленных в оригинальной редакции «Нового общего каталога».
В галактике вспыхнула сверхновая SN 2007rz типа Ic, её пиковая видимая звездная величина составила 16,9.
Галактика NGC 1590 входит в состав группы галактик NGC 1762. Помимо NGC 1590 в группу также входят ещё 26 галактик.